# De Kovonita's
De Kovonita's is het 201ste stripverhaal van Jommeke. De reeks wordt getekend door striptekenaar Jef Nys. Scenarist is Jan Ruysbergh. 

## Verhaal
Op een bepaalde dag wordt de Koningin van Onderland vrijgelaten uit de Zoete Rust omdat ze denken dat ze veranderd is. Zo helpt ze andere patiënten en helpt ze bij het schoonmaken. Ze wordt zelfs ‘het zonnetje van De Zoete Rust’ genoemd. Ze gaat bij Jommeke en zijn vrienden langs en zegt dat ze braaf geworden is. Wanneer ze later in haar kasteel komt blijkt dat ze niet is veranderd. Om geld te verdienen om haar kasteel terug op te knappen besluit de Koningin een meidengroep te beginnen onder de naam Kovonita's. De volgende dag geeft de koningin een feestje in haar kasteel om te vieren dat ze braaf is geworden. Enkel meisjes worden uitgenodigd. De Miekes, Clarysse en Clarette en enkele andere meisjes gaan naar het kasteel. De koningin lokt de 2 tweelingen naar de kelder en hypnotiseert de meisjes waardoor deze alles doen wat ze vraagt. Daarna komt Flip het kasteel binnen. Hij merkt op dat de meisjes zich vreemd gedragen en vertelt dit aan Jommeke. Maar Jommeke wil dit niet geloven. De volgende dag vinden de ouders van de Miekes een brief waarin staat dat ze de wereld willen verkennen zoals Jommeke altijd doet. Jommeke, Filiberke en Flip denken dat ze nog in het kasteel zijn. Er is echter niemand in het kasteel. Flip vindt het verdacht en ontdekt dat de koningin niet is veranderd. Ondertussen zijn de koningin en de 2 tweelingen aan boord van een cruiseschip richting New York. Hier geven ze hun eerste optreden ter vervanging van een andere meidengroep. Het wordt meteen een groot succes. Ze krijgen in New York een contract en worden wereldberoemd. Ondertussen zijn Jommeke en Filiberke op zoek naar de Miekes. In Zonnedorp verschijnen affiches van de Kovonita's, hun eerste cd is reeds te koop in de winkel. Jommeke kan nog net het laatste exemplaar kopen. Hij, Flip en Filiberke wachten de Kovonita's op in de luchthaven en proberen tot bij hen te geraken maar worden tegengehouden. Flip zoekt uit in welk hotel ze verblijven. Hij vertelt de Miekes dat ze ermee moeten ophouden maar ze weigeren. De manager van de Kovonita's probeert de Koningin op allerlei manieren uit de groep te krijgen. Deze plannen mislukken echter. Zo wordt de Koningin van Onderland achter gelaten tijdens een optreden en opgesloten in een kast in het hotel. Ze kan zich echter verlossen en vindt snel haar Kovonita's terug. Jommeke en Filiberke bedenken plannen om de meisjes terug te halen. Later treden de Kovonita's op in Londen. Jommeke en Filiberke vermommen zich als muzikanten en geraken zo op het podium. Met de hulp van Choco slaagt Jommeke erin de hypnose te verbreken, hierdoor worden de meisjes weer zichzelf. De koningin van Onderland is razend en probeert de meisjes opnieuw te laten optreden maar dit mislukt. Iedereen keert terug huiswaarts en de Koningin van Onderland belandt terug in de Zoete Rust. De Miekes schenken het meeste geld dat ze verdienden weg aan een goed doel.

## Achtergronden bij het verhaal
- In dit album werd de echte naam van de koningin van Onderland (Prutelia Van Achterberg) bekendgemaakt.
- De eerste letters van de naam Kovonita (Kovon) zijn een afkorting van (Koningin Van Onderland).